# دستگرد (برخوار)

دَستگِرد یکی از شهرهای استان اصفهان در مرکز ایران است. این شهر در بخش مرکزی شهرستان برخوار قرار دارد.جمعیت شهر در سال (۱۳۹۵) ۱۷،۷۷۵ نفر بوده است. اهالی آن شیعهٔ دوازده امامی‌اند و به فارسی سخن می‌گویند

## موقعیت جغرافیایی
پیش از سال ۱۳۲۹ خورشیدی، آبادی دستگرد، مرکز دهستان برخوار بود و برخوار بخش حومهٔ شهرستان اصفهان و تابع استان ادهم (اصفهان) بود. در این سال، آبادی دستگرد شهر شد و با تشکیل شهرستان برخوار و میمه در تیر ۱۳۶۸ و بخش برخوار در فروردین ۱۳۷۹، تابع شهرستان و بخش مذکور گردید. این شهر در مشرق شهرستان برخوار، در ارتفاع حدود ۵۷۱٬۱ متری و در حدود پانزده کیلومتری شمال شهر اصفهان، در کنار راه اصلی اصفهان ـ دولت‌آباد (مرکز شهرستان برخوار)، و در دشت بلندی قرار دارد. دستگرد از طریق دو راهی حبیب‌آباد، به اردستان و نائین مرتبط می‌شود. بزرگراه اصفهان به شاهین‌شهر و تهران از کنار آن می‌گذرد. با وسیع شدن شهر اصفهان اینک در ۱۳ کیلومتری شمال شهر اصفهان قرار دارد. موقعیت دستگرد از نظر آب و هوا خشک و بیابانی و سرد است.
اماکن دیدنی و مشاغل
در گذشته نه چندان دور کاروانسرایی قدیمی و خانه قدیمی با تزئینات زیبای آیینه کاری و گچبری از خان قدیم (احمد علی خان) دستگرد وجود داشت که به علت عدم توجه مسئولین توسط مالکان آنها تخریب گردید و اکنون در این شهر آثار تاریخی خاصی وجود ندارد. امامزاده ادهم این شهر و مسجد جامع قدیمی از نقاط زیارتی آن هستند. مردان آن بیشتر شغل کشاورزی دارند البته در چند سال اخیر این آمار رو به کاهش است. بیشتر تخصص آنها در امر کشاورزی در کشت صیفی جاتی مانند هندوانه و خربزه می‌باشد. هنرهای صنایع دستی این شهر عبارتند از: مینا کاری، گلیم بافی، منبت چوب، مینیاتور، قلمزنی و گیوه دوزی و فرش‌بافی با طرحهای اصفهانی و نائینی.

## تاریخچه
نام آن به صورتهای دَسْتْجِرْد و دستگردبرخوار هم ضبط شده‌است. آبادیها و شهرهای بسیاری در استان اصفهان و نیز در استانهای دیگر، از جمله خراسان، به این نام خوانده شده‌اند. جزء گرد/ کرد/ جرد در این اسامی، از «کرت» فارسی باستان، به معنای ساخته و پرداخته، گرفته شده‌است و دستگرد یعنی شهر ساخته دست. از جمله شهرهای قدیمی با این نام، دستکره‌الملک است. دستگرد در دورهٔ ناصری از روستاهای بزرگ و معروف بلوک برخوار محسوب می‌شد. جابری انصاری (متوفی ۱۳۳۵ش) آن را قریه‌ای با چهار هزار سکنه ذکر کرده‌است. در حدود ۱۳۳۰ خورشیدی، دستگرد ۱۱۹٬۵ تن جمعیت داشت، از تولیداتش غلات و پنبه و پشم و روناس بود و بافت قالی و کیش (نوعی پارچه کتانی) در آن رواج داشت.